# 기름도둑
《기름도둑》(영어제목: The Gasoline Thieves)은 멕시코 에드가 니토 감독의 2019년 작품이다. 제23회 부천국제판타스틱영화제 개막작으로 선정되었다.

## 줄거리
중부 멕시코의 황량한 들판에는 밤마다 지하 파이프라인에 구멍을 뚫어 석유를 훔치는 기름 도둑들이 기승이다. 가난한 홀어머니와 단둘이 사는 순진한 고등학생 랄로는 짝사랑 아나에게 용기를 내 여자친구가 돼달라고 말하지만 웃음거리만 된다. 아나는 오토바이를 타고 다니는 룰로 일당과 어울리지만 쉽게 룰로에게 마음을 주지도 않는다. 랄로는 큰돈을 벌 수 있는 일자리를 찾아 기름 도둑 일당에 가담한다. 소년의 운명은 비극적인 결말로 치닫는다.

## 캐스팅
- 에두아르도 반다: 랄로 역
- 레지나 레이노소: 아나 역
- 페드로 조아퀸: 룰로 역

## 제작진
- 감독: 에드가 니토
- 극본: 에드가 니토, 알프레도 멘도자
- 촬영: 후안 파블로 라미레즈

## 영화 정보
- 2019년 4월 트라이베카영화제에서 처음 상영되었고[2], 6월 제23회 부천국제판타스틱영화제 개막작으로 상영된다.[3]